# Long Way from Home (Whitesnake)
Long Way from Home è una canzone del gruppo musicale britannico Whitesnake, estratta come primo singolo estratto dall'album Lovehunter nel 1979. 
La versione pubblicata per il mercato giapponese contiene come lato B Walking in the Shadow of the Blues, la quale è diventata presto molto più popolare del lato A.
Il brano è stato scritto dal cantante David Coverdale e ha raggiunto la posizione numero 55 nelle classifiche inglesi.

## Tracce
Il 45 giri edito per il mercato giapponese contiene le seguenti tracce:
1. Long Way from Home – 4:56 (David Coverdale)
2. Walking in the Shadow of the Blues – 4:24 (Coverdale, Bernie Marsden)

La versione per il mercato britannico contiene invece:
1. Long Way from Home – 4:56 (Coverdale)
2. Trouble – 5:07 (Coverdale, Marsden)

Sempre per il mercato britannico è uscita una versione EP contenente:
1. Long Way from Home – 4:56 (Coverdale)
2. Trouble – 5:07 (Coverdale, Marsden)
3. Ain't No Love in the Heart of the City – 6:36 (Michael Price, Dan Walsh)

## Formazione
- David Coverdale – voce
- Micky Moody – chitarre
- Bernie Marsden – chitarre
- Neil Murray – basso
- Jon Lord – tastiere
- Dave Dowle – batteria